# Markgräfler Hügelland mit Schwarzwaldhängen
Das FFH-Gebiet Markgräfler Hügelland mit Schwarzwaldhängen in Baden-Württemberg wurde 2005 durch das Regierungspräsidium Freiburg angemeldet. Mit Verordnung des Regierungspräsidiums Freiburg zur Festlegung der Gebiete von gemeinschaftlicher Bedeutung vom 25. Oktober 2018 (in Kraft getreten am 11. Januar 2019) wurde das Schutzgebiet ausgewiesen.

## Lage
Das rund 32,6 km² große Schutzgebiet Markgräfler Hügelland mit Schwarzwaldhängen liegt in den Naturräumen Markgräfler Hügelland und Hochschwarzwald. Es liegt zu 71 % im Landkreis Breisgau-Hochschwarzwald mit den Gemeinden Badenweiler, Müllheim im Markgräflerland, Staufen im Breisgau, Sulzburg und Münstertal und zu 29 % im Landkreis Lörrach mit den Gemeinden Bad Bellingen, Kandern und Schliengen.

## Beschreibung
Das Gebiet ist, soweit es im Naturraum Hochschwarzwald liegt, insbesondere von steilen, größtenteils bewaldeten Hängen geprägt. Die Gebietsteile im Naturraum Markgräfler Hügelland hingegen werden such ein hügeliges Relief und ein Mosaik aus Wäldern, Grünland und Streuobstwiesen.

## Schutzzweck

### Lebensraumtypen
Folgende Lebensraumtypen nach Anhang I der FFH-Richtlinie kommen im Gebiet vor:
| EU Code | * | Lebensraumtyp (offizielle Bezeichnung)                                                                                            | Kurzbezeichnung                              |
| ------- | - | --- | -------------------------------------------- |
| 3260    |   | Flüsse der planaren bis montanen Stufe mit Vegetation des Ranunculion fluitantis und des Callitricho-Batrachion                   | Fließgewässer mit flutender Wasservegetation |
| 6210    | * | Naturnahe Kalktrockenrasen und deren Verbuschungsstadien (Festuco-Brometalia) (*besondere Bestände mit bemerkenswerten Orchideen) | Kalk-Magerrasen – orchideenreiche Bestände*  |
| 6430    |   | Feuchte Hochstaudenfluren der planaren und montanen bis alpinen Stufe                                                             | Feuchte Hochstaudenfluren                    |
| 6510    |   | Magere Flachland-Mähwiesen (Alopecurus pratensis, Sanguisorba officinalis)                                                        | Magere Flachland-Mähwiesen                   |
| 8150    |   | Kieselhaltige Schutthalden der Berglagen Mitteleuropas                                                                            | Silikatschutthalden                          |
| 8210    |   | Kalkfelsen mit Felsspaltenvegetation                                                                                              | Kalkfelsen mit Felsspaltenvegetation         |
| 8220    |   | Silikatfelsen mit Felsspaltenvegetation                                                                                           | Silikatfelsen mit Felsspaltenvegetation      |
| 8310    |   | Nicht touristisch erschlossene Höhlen                                                                                             | Höhlen und Balmen                            |
| 9110    |   | Hainsimsen-Buchenwald (Luzulo-Fagetum)                                                                                            | Hainsimsen–Buchenwald                        |
| 9130    |   | Waldmeister-Buchenwald (Asperulo-Fagetum)                                                                                         | Waldmeister-Buchenwald                       |
| 9180    | * | Schlucht- und Hangmischwälder (Tilio-Acerion)                                                                                     | Schlucht- und Hangmischwälder                |
| 91E0    | * | Auen-Wälder mit Alnus glutinosa und Fraxinus excelsior (Alno-Padion, Alnion incanae, Salicion albae)                              | Auenwälder mit Erle, Esche, Weide            |

### Arteninventar
Folgende Arten von gemeinschaftlichem Interesse kommen im Gebiet vor:
| Bild                  | EU Code | * | Art                   | wissenschaftlicher Name     | Artengruppe    |
| --------------------- | ------- | - | --------------------- | --------------------------- | -------------- |
| Spanische Flagge      | 1078    | * | Spanische Flagge      | Callimorpha quadripunctaria | Schmetterlinge |
| Hirschkäfer           | 1083    |   | Hirschkäfer           | Lucanus cervus              | Käfer          |
| Dohlenkrebs           | 1092    |   | Dohlenkrebs           | Austropotamobius pallipes   | Krebse         |
| Steinkrebs            | 1093    | * | Steinkrebs            | Austropotamobius torrentium | Krebse         |
| Gelbbauchunke         | 1193    |   | Gelbbauchunke         | Bombina variegata           | Amphibien      |
| Mopsfledermaus        | 1324    |   | Mopsfledermaus        | Barbastella barbastellus    | Säugetiere     |
| Wimperfledermaus      | 1321    |   | Wimperfledermaus      | Myotis emarginatus          | Säugetiere     |
| Bechsteinfledermaus   | 1323    |   | Bechsteinfledermaus   | Myotis bechsteinii          | Säugetiere     |
| Großes Mausohr        | 1324    |   | Großes Mausohr        | Myotis myotis               | Säugetiere     |
| Grünes Besenmoos      | 1381    |   | Grünes Besenmoos      | Dicranum viride             | Moose          |
| Grünes Koboldmoos     | 1386    |   | Grünes Koboldmoos     | Buxbaumia viridis           | Moose          |
|                       | 1387    |   | Rogers Goldhaarmoos   | Orthotrichum rogeri         | Moose          |
| Europäischer Dünnfarn | 1421    |   | Europäischer Dünnfarn | Trichomanes speciosum       | Pflanzen       |

### Zusammenhängende Schutzgebiete
Folgende Naturschutzgebiete liegen ganz oder teilweise innerhalb des FFH-Gebiets:
- Auf der Eckt
- Innerberg
- Rütscheten
- Kastelberg